# Północne Gnieździłowo
Północne Gnieździnowo (biał. Паўночнае Гняздзілава; ros. Северное Гнездилово) – wieś na Białorusi, w obwodzie witebskim, w rejonie dokszyckim, w sielsowiecie Krypule.
Dawnej Gnieździłowo lub Hnieździłów.

## Historia
W czasach zaborów w granicach Imperium Rosyjskiego.
W dwudziestoleciu międzywojennym wieś i folwark leżał w Polsce, w województwie wileńskim, w powiecie dziśnieńskim, w gminie Dokszyce.
Według Powszechnego Spisu Ludności z 1921 roku zamieszkiwało tu 388 osób, 3 było wyznania rzymskokatolickiego a 385 prawosławnego. Jednocześnie 17 mieszkańców zadeklarowało polską przynależność narodową a 371 białoruską. Było tu 76 budynków mieszkalnych. Wykaz z 1938 rozróżnia wieś i folwark Gnieździłowo. Zgodnie ze spisem z 1931 wieś w 76 domach zamieszkiwało 407 osób, a folwark w 3 domach 4 osoby.
Miejscowość należała do parafii rzymskokatolickiej w Dokszycach i prawosławnej w Gnieździłowie. Podlegała pod Sąd Grodzki w Dokszycach i Okręgowy w Wilnie; właściwy urząd pocztowy mieścił się w Parafianowie.